# Iselín Santos Ovejero
Iselín Santos Ovejero (Mendoza, 16 d'octubre de 1945) és un futbolista retirat i entrenador argentí.
Defensa en la seua etapa de futbolista, va començar a jugar al seu país a les files del Vélez Sarsfield, on guanya el campionat de 1968. L'any següent dona el salt al futbol europeu, concretament a l'Atlètic de Madrid, on roman cinc campanyes, en les quals, tot i ser acabar de consolidar-se en l'onze inicial, guanya dues Lligues (1970 i 1973) i la Copa del Rei de futbol de 1972.
Posteriorment milita al Reial Saragossa, al Terrassa FC (a Segona Divisió) i es retira a la UE Sant Andreu. Va ser quatre cops internacional per la selecció de futbol de l'Argentina, i va formar part del combinat albiceleste que va prendre part de la Copa Amèrica de 1967.
Com a tècnic, ha estat lligat a l'Atlètic de Madrid, on ha acabat tres campanyes després que l'entrenador fos destituït, de manera que entre 1990 i 1994, només ha dirigit set partits de Lliga. Tot i això, amb Ovejero a la banqueta, els matalassers van alçar la Copa del Rei de 1991.